# Добердо дел Лаго
Добердо дел Лаго (итал. Doberdò del Lago) је насеље у Италији у округу Горица, региону Фурланија-Јулијска крајина.
Према процени из 2011. у насељу је живело 890 становника. Насеље се налази на надморској висини од 91 м.

## Становништво
| 1936. | 1951. | 1961. | 1971. | 1981. | 1991. | 2001. | 2011. |
| ----- | ----- | ----- | ----- | ----- | ----- | ----- | ----- |
| 1.484 | 1.504 | 1.399 | 1.371 | 1.417 | 1.422 | 1.410 | 1.441 |